# Alfredo Azancot
Alfredo Azancot Levi (Isla de Santo Tomé, Portugal, 1 de febrero de 1872 - 1937) fue un arquitecto francoportugués.
Se educó y vivió en Francia, donde obtuvo el título de ingeniero arquitecto en la École nationale des ponts et chaussées de París en 1893.
En 1895 viajó a Chile y se avecindó en Valparaíso. Realizó numerosos proyectos y construcciones, entre las que destacan las graderías del Sporting Club (1904-1910), el Palacio Rioja (1907-1910), las primeras instalaciones del balneario de Recreo (1910), el Palacio Carrasco (1912-1923), el castillo Brunet (1923), y las mansiones de las familias Barazarte y Astoreca. En la ciudad de Valparaíso, diseñó el edificio Cory, el Centro Español, la Escuela Ramón Barros Luco y el arco donado por la colonia británica a la ciudad de Valparaíso en 1910.

## Algunas obras

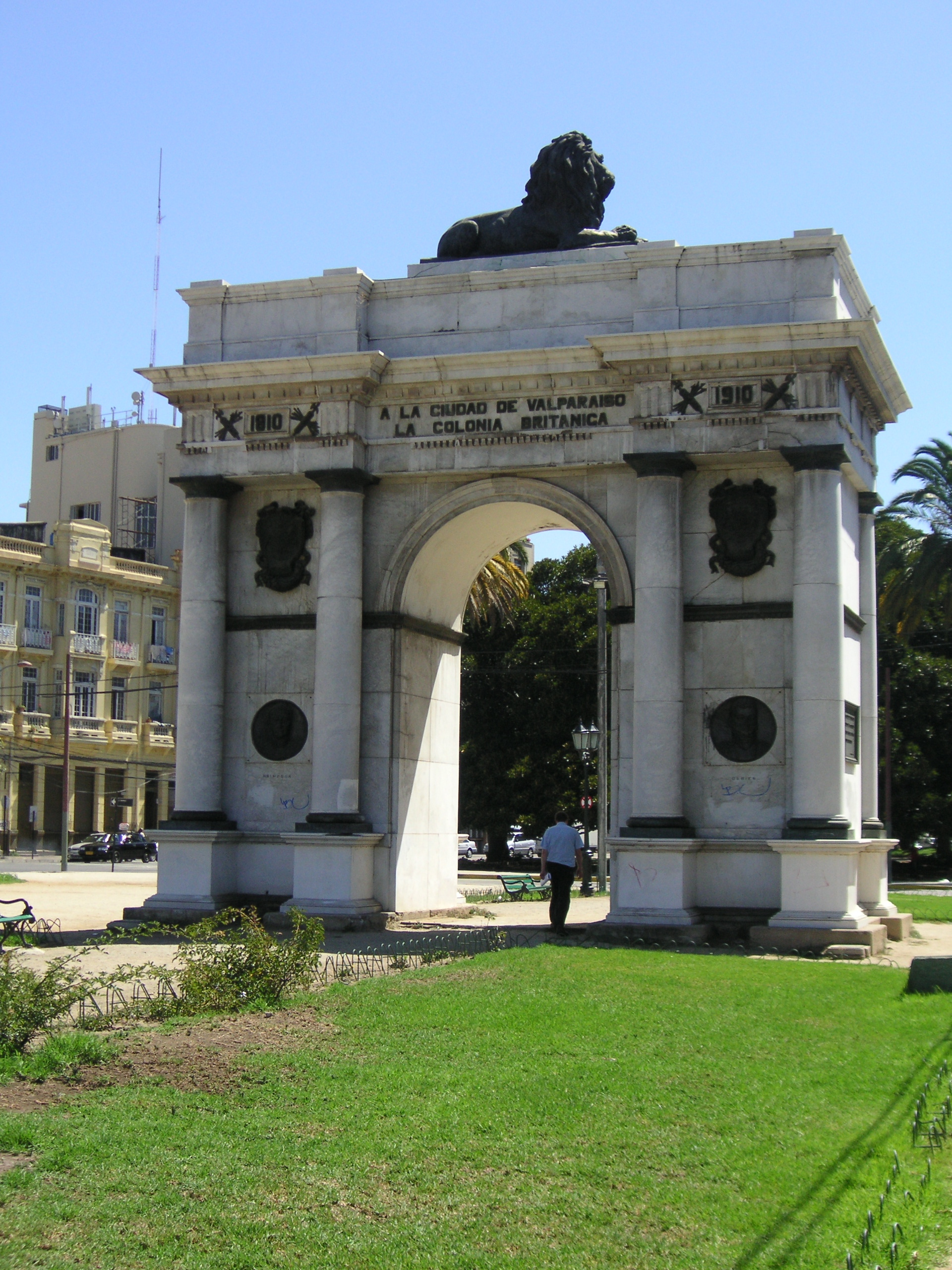
Arco Británico
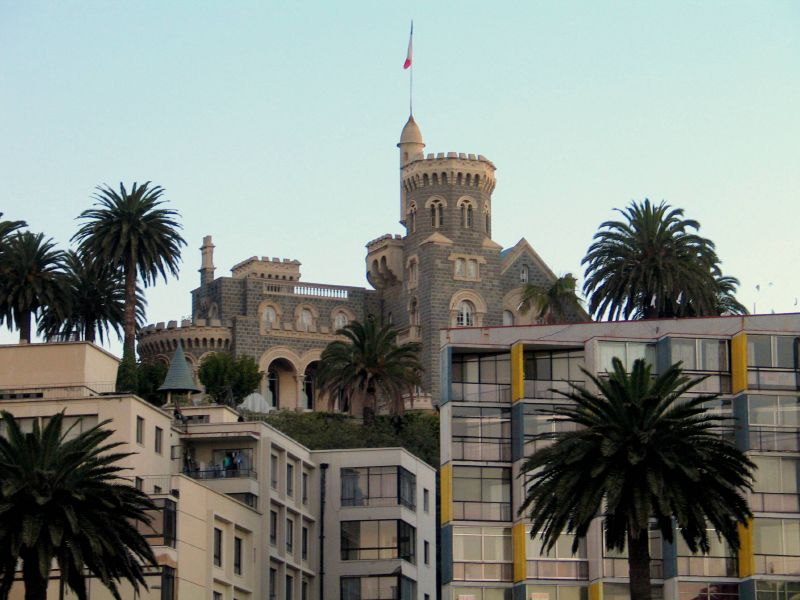
Castillo Brunet
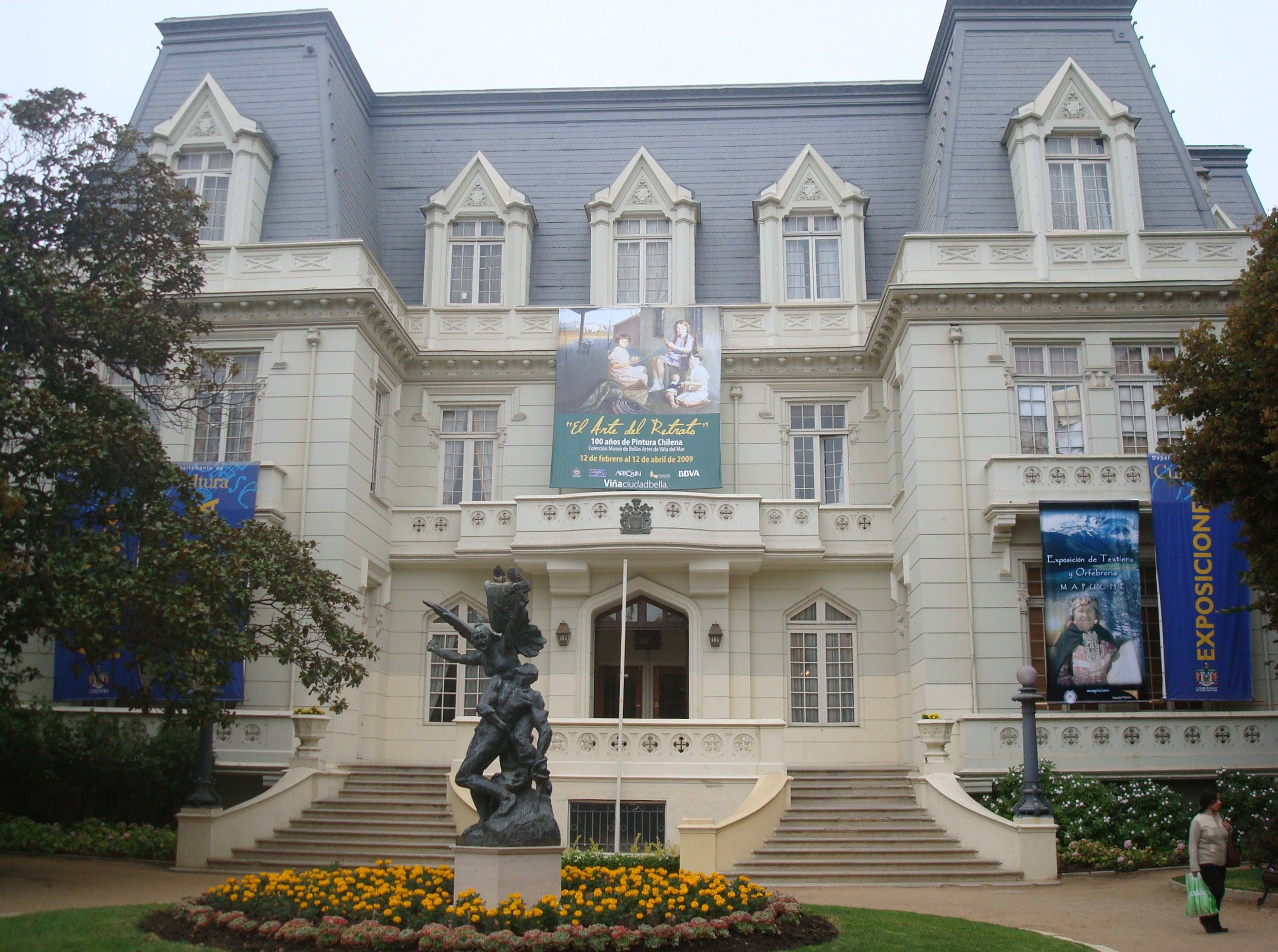
Palacio Carrasco
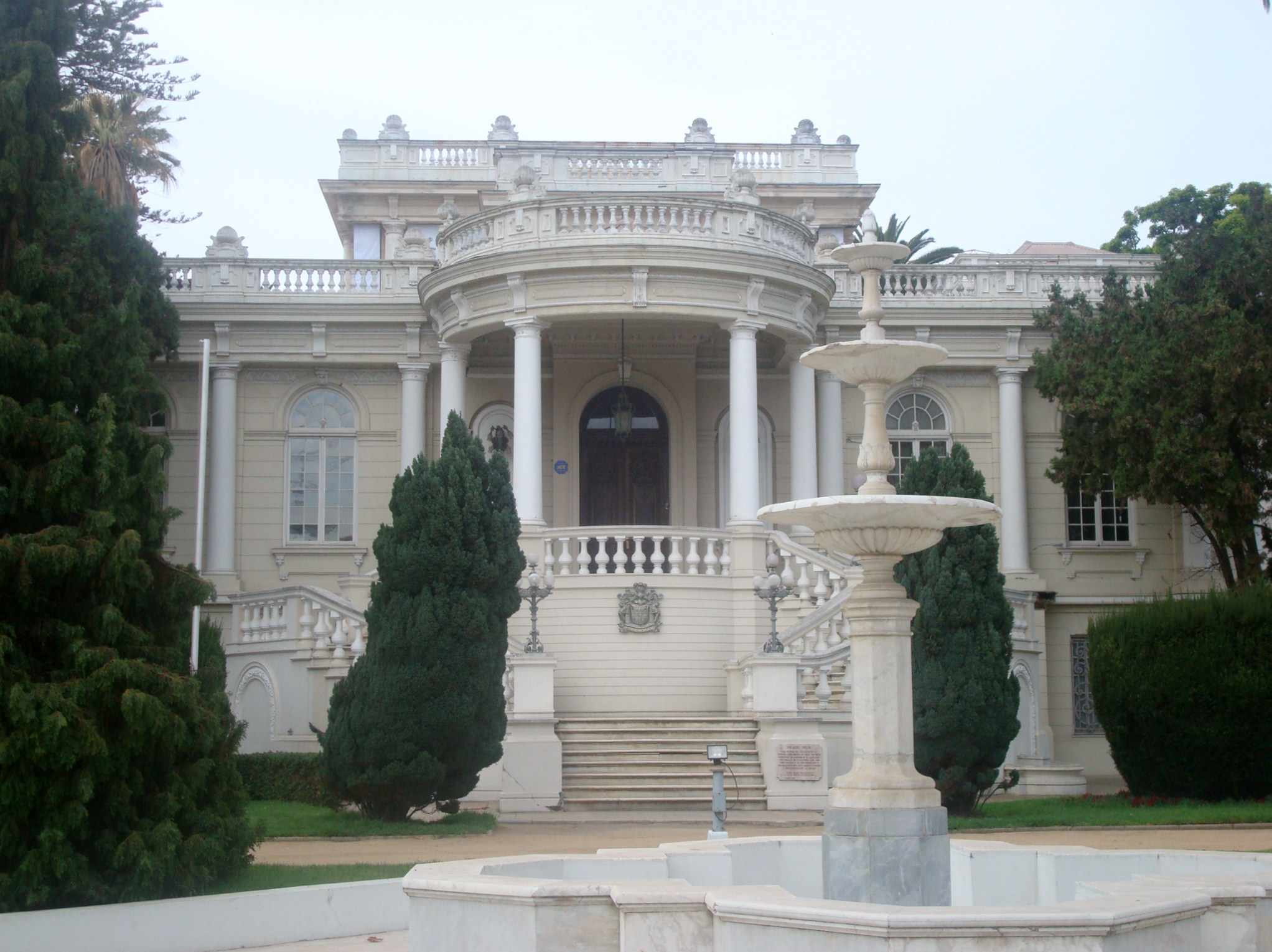
Palacio Rioja